# Trentepohlia nigrita
Trentepohlia nigrita är en tvåvingeart som beskrevs av Alexander 1963. Trentepohlia nigrita ingår i släktet Trentepohlia och familjen småharkrankar.
Artens utbredningsområde är Madagaskar. Inga underarter finns listade i Catalogue of Life.